# Cylichneulia cylichna
Cylichneulia cylichna är en fjärilsart som beskrevs av Józef Razowski 1994. Cylichneulia cylichna ingår i släktet Cylichneulia och familjen vecklare. Inga underarter finns listade i Catalogue of Life.